# Tombe des Lions Rugissants
La tombe des Lions Rugissants (en italien Tomba dei Leoni Ruggenti) est une tombe étrusque du site archéologique de la ville antique de Véies, en Italie. Elle est à ce jour la plus ancienne tombe peinte connue, des 700-680 av. J.-C.

## Histoire
Le 31 mai 2006, après qu'un tombarolo (pilleur de tombe) en eut indiqué l'emplacement aux autorités italiennes (les Carabiniers du Comando Tutela Patrimonio Culturale), la tombe fut découverte non loin du site de Véies, à 500 m au nord de la nécropole protohistorique de Grotta Gramiccia ; elle est considérée  comme la plus ancienne tombe étrusque peinte connue à ce jour que les  experts datent du VIIe siècle av. J.-C., vers 700/680 av. J.-C. soit une des premières  tombes à chambre se substituant aux précédentes  tombes à fosse à loculi.

## Description
Un long et grand dromos (9,50 m × 2/2,50 m) mène à une pièce basse de forme carrée (3,75 m agrandie ensuite à 5 m × 3,50 m), à plafond plat et à une grande porte en plein cintre qui présente sur ses murs deux niveaux de fresques murales très caractéristiques de pictura linearis :
- des oiseaux aquatiques migrateurs  (des  hérons[1] symbolisant le passage de la vie à la mort) au registre supérieur aux contours rouge ou noir remplis de motifs en résille diversifiés (type de la Tombe des Canards et comme eux probablement reportés « à la silhouette »[1]),
- des félins ou des lions, la gueule grande ouverte et à l'attitude menaçante (à langue triangulaire, à pattes à trois griffes, queues dressées[1]), au registre inférieur, d'où le surnom donné à la tombe de tombe des Lions Rugissants.

Toutes ces figures adoptent une stylisation qui est probablement due à un peintre de vase, non habitué aux réalisations de fresques, confronté à la grande surface du mur.
La tombe est certainement celle d'un prince ou d'un personnage d'un rang social élevé qui avait été incinéré et dont les cendres avaient été disposées là avec celles de son épouse. Une niche, sur le mur du fond, s'ouvre, vers le mur de gauche, d'une profondeur de 0,50 m, sur 1,05 m de large et  0,36 m de haut (retrouvée vide).
Malgré la visite des pilleurs de tombes, elle a fourni un mobilier funéraire encore intéressant (mais dont la datation est incertaine et sûrement postérieure) dont des céramiques, des fibules (a sanguisuga en bois à incrustations d'os et d'ambre), des éléments de colier, des fuseroles en pâte de verre d'origine levantine, une épée  en fer, des chenêts, et, situé dans le couloir d'accès de la tombe, les vestiges d'un char de guerre à deux roues présentant des motifs décoratifs.